# Oahu

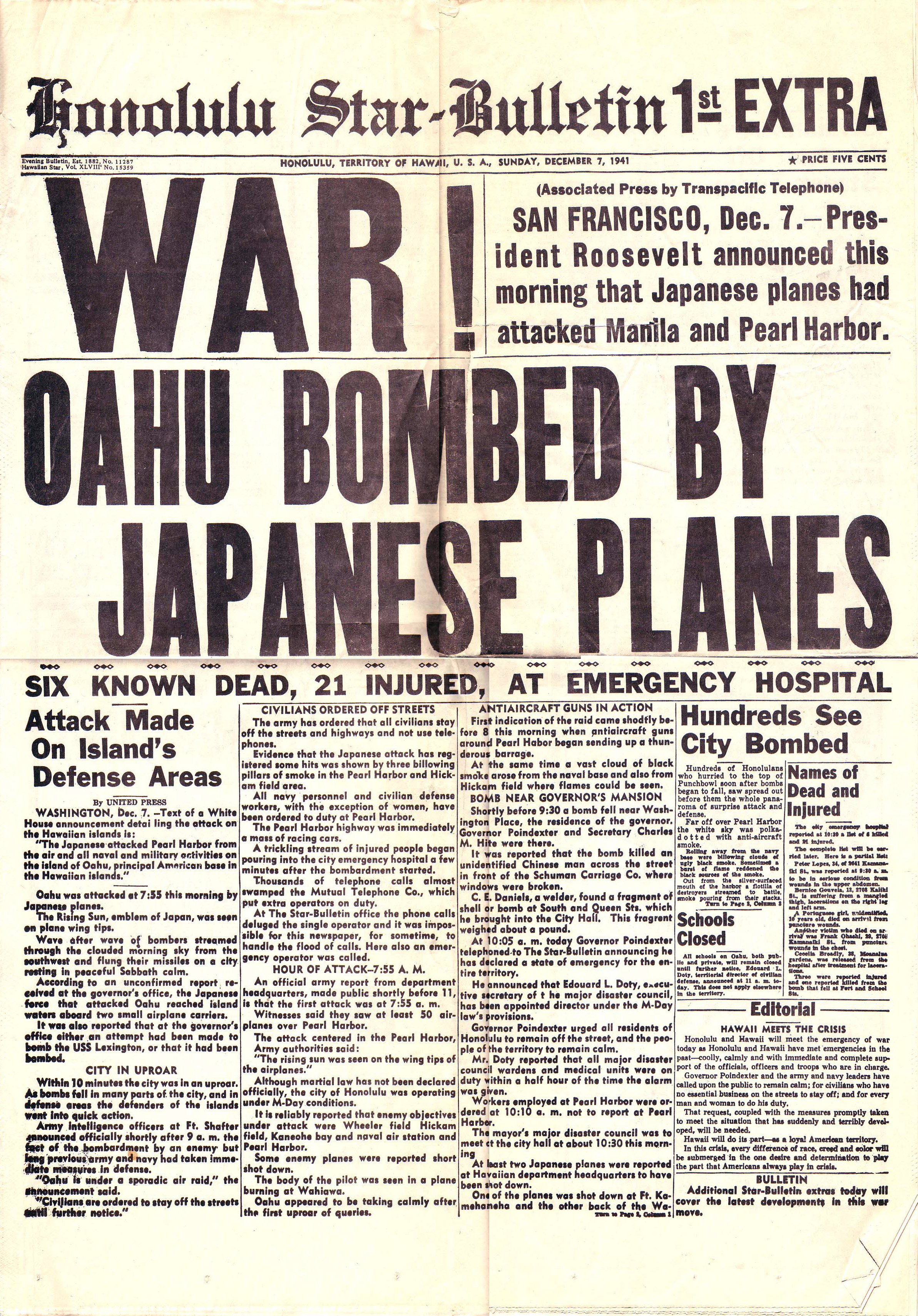
Jornal noticiando o ataque dos aviões japoneses a Oahu

Oahu (ou O'ahu como é escrito localmente) é uma ilha do arquipélago do Havai, no Oceano Pacífico. A ilha é totalmente ocupada pelo Condado de Honolulu, onde se localiza a capital e maior cidade do Havaí, que fica ao sul da ilha. A região norte é conhecida como North Shore, onde se encontra as principais praias do arquipélago, entre elas a praia de Pipeline e a Baía de Waimea, dois dos pontos mais procurados pelos amantes do surf para viverem fortes emoções.
Famosa por suas ondas com assustadoras formações tubulares, Pipeline esconde sob suas espetaculares ondulações mortais bancadas de corais. Apesar de perigosos, os corais garantem o perfeito recorte das ondas nesta região do arquipélago havaiano.
Sua população passou de 876 000 (2000) para 1 005 994 (2007).
É nesta ilha que se situa a famosa base militar de Pearl Harbor.
Esta ilha também faz parte da história do Ironman (a prova mais longa do Triatlo), quando em 1978, John Collins, capitão de navio, veterano da marinha americana estacionada no Hawai, decidiu escolher como segmento de ciclismo, uma volta à ilha, juntando-se aos restantes segmento de natação e corrida, respectivamente a Waikiki Ranger Water Swim e a maratona de Honolulu.
O mais famoso filho ilustre de Oahu é o ex-presidente dos Estados Unidos, Barack Obama, além de Jason Momoa e Bruno Mars.

## Na cultura popular
Nos jogos eletrônicos de corrida Test Drive Unlimited e Test Drive Unlimited 2, os jogadores podem dirigir pelas 1 600 milhas (1 600 km) de estrada da ilha de O'ahu. Mais tarde, a ilha será apresentada no The Crew Motorfest.

A Ilha de Oahu já serviu de set para vários filmes e seriados norte-americanos, entre eles Hawaii Five-0 (2010-2017), Jurassic Park, Lost, Como Se Fosse a Primeira Vez, Magnum, P.I.